# Anolis pentaprion
Anolis pentaprion (лишайниковий аноліс) — вид ігуаноподібних ящірок родини анолісових (Dactyloidae). Мешкає в Центральній і Південній Америці.

## Поширення і екологія
Лишайникові аноліси мешкають на карибських схилах Нікарагуа і Коста-Рики, в Панамі та на північному заході Колумбії. Вони живуть у вологих тропічних лісах на рівнинах і передгір'ях, на висоті до 1830 м над рівнем моря. Живляться дрібними безхребетними.